# Baker-Brook
Cet article concerne le village canadien. Pour la localité du même nom, voir Paroisse de Baker-Brook. Pour les autres significations, voir Baker.
Baker-Brook (littéralement « Baker-Ruisseau » en anglais) est un ancien village du Nouveau-Brunswick, au Canada. Il fait partie de la communauté rurale de Haut-Madawaska depuis la réforme de la gouvernance locale du 1er janvier 2023. Le village comptait 275 habitants en 2016.

## Toponyme
Le village est nommé ainsi en l'honneur de John Baker (1796-1868). Le village porta à l'origine le nom de Chatauqua, donné par un prêtre, puis de Sainte-Émilie. Le bureau de poste et le village portent le nom de Baker's Creek entre 1847 et 1851, de Baker's Brook de 1851 jusqu'aux environs de 1885 et enfin de Gagnon jusqu'en 1893, en l'honneur du maître des postes Jean Gagnon. Le village prend son nom actuel vers 1893. Un trait d'union est ajouté au nom officiel du village le 9 septembre 2009, afin de respecter les règles toponymiques françaises.

## Géographie

Situation de Baker-Brook dans le comté de Madawaska.

### Situation
Le village de Baker-Brook est situé au confluent de la rivière Baker et du fleuve Saint-Jean, à la frontière avec l'état américain du Maine. Le territoire du village est plat, situé dans une vallée au milieu des Appalaches. La Grande Montagne, culminant à 312 mètres, s'élève au nord-est du village. Plusieurs îles du fleuve sont situées au niveau du village : la Troisième Île, la Cinquième Île, l'île Baker, l'île Daigle et l'île à la Tortue. Baker-Brook a une superficie de 12,40 kilomètres carrés.
Baker-Brook est généralement considéré comme faisant partie de l'Acadie, quoique l'appartenance des Brayons à l'Acadie fasse l'objet d'un débat,.

### Logement
Le village comptait 238 logements privés en 2006, dont 220 occupés par des résidents habituels. Parmi ces logements, 68,2 % sont individuels, 15,9 % sont jumelés, 0,0 % sont en rangée, 0,0 % sont des appartements ou duplex et 6,8 % sont des immeubles de moins de cinq étages. Enfin, 4,5 % des logements entrent dans la catégorie autres, tels que les maisons-mobiles. 79,5 % des logements ont des propriétaires alors que 20,5 % sont loués. 13,6 % ont été construits avant 1986 et 15,9 % ont besoin de réparations majeures. Les logements comptent en moyenne 6,3 pièces et 0,0 % des logements comptent plus d'une personne habitant par pièce. Les logements possédés ont une valeur moyenne de 88 253 $, comparativement à 119 549 $ pour la province.

## Histoire
Baker-Brook est fondé en 1820 ou peu après par un groupe d'immigrants américains sous la supervision de John Baker. Dès la fondation, l'économie est fondée sur l'exploitation forestière et l'agriculture. Un premier bureau de poste est ouvert en 1848. En 1898, Baker-Brook compte aussi un magasin, un hôtel et une scierie. Baker-Brook est constitué en municipalité le 2 octobre 1967.
Lors de l'élection du 12 mai 2008, les quatre conseillers municipaux sont élus par acclamation tandis que Gilles Charette remporte le poste de maire face à la candidate Francine Caron.
Le maire Gilles Charette ainsi que deux conseillers démissionnent en février 2009 et le village doit alors être placé sous tutelle du ministère des Gouvernements locaux du Nouveau-Brunswick ; selon Radio-Canada, des problèmes internes et des conflits de personnalités seraient à l'origine de cette situation. La nouvelle mairesse, Francine Caron, est élue par acclamation lors d'une élection partielle tenue le 11 mai 2009 ; deux conseillers sont également élus par acclamation. Le conseiller Michel Joseph Bouffard est quant à lui élu par acclamation lors d'une autre élection partielle tenue le 26 octobre suivant.
Baker-Brook est l'une des localités organisatrices du Ve Congrès mondial acadien en 2014.

## Démographie
(juillet 2016).
Le village comptait 525 habitants en 2006, soit une baisse de 12,4 % en 5 ans. Il y avait alors en tout 220 ménages dont 170 familles. Les ménages comptaient en moyenne 2,4 personnes tandis que les familles comptaient en moyenne 2,7 personnes. Les ménages étaient composés de couples avec enfants dans 25,0 % des cas, de couples sans enfants dans 34,1 % des cas et de personnes seules dans 22,7 % des cas alors que 15,9 % des ménages entraient dans la catégorie autres (familles monoparentales, colocataires, etc.). 55,9 % des familles comptaient un couple marié, 26,5 % comptaient un couple en union libre et 20,6 % étaient monoparentale. Dans ces dernières, une femme était le parent dans 42,9 % des cas. L'âge médian était de 40,7 ans, comparativement à 41,5 ans pour la province. 81,9 % de la population était âgée de plus de 15 ans, comparativement à 83,8 % pour la province. Les femmes représentaient 50,0 % de la population, comparativement à 51,3 % pour la province. Chez les plus de 15 ans, 37,2 % étaient célibataires, 44,2 % étaient mariés, 5,8 % étaient séparés, 5,8 % étaient divorcés et 9,3 % étaient veufs. De plus, 20,9 % vivaient en union libre.
| 1931  | 1981 | 1986 | 1991 | 1996 | 2001 | 2006 | 2011 |
| ----- | ---- | ---- | ---- | ---- | ---- | ---- | ---- |
| 1 325 | 527  | 534  | 649  | 629  | 599  | 525  | 585  |

| 2016 | 2021 | - | - | - | - | - | - |
| ---- | ---- | - | - | - | - | - | - |
| 564  | 555  | - | - | - | - | - | - |

## Administration
(juillet 2016).

### Conseil municipal
Le conseil municipal est formé d'un maire et de quatre conseillers.
Le conseil municipal actuel est élu lors de l'élection quadriennale du 14 mai 2012. Deux conseillers, dont Suzanne Morneault, démissionnent par la suite[réf. nécessaire]. Une élection partielle a lieu le 13 mai 2013 mais il n'y a aucun candidat. Un troisième conseiller, Émillien Bonenfant, démissionne le 23 mai 2013, forçant la mise sous tutelle du village[réf. nécessaire]. Un nouveau conseil est élu par acclamation lors d'une élection partielle tenue le 28 octobre suivant. La tutelle se termine à leur assermentation en novembre[réf. nécessaire]. Le conseil municipal actuel est élu lors de l'élection quadriennale du 10 mai 2016.
| Fonctions   | Nom(s)                                              |
| ----------- | --------------------------------------------------- |
| Mairesse    | Francine Caron                                      |
| Conseillers | Cynthia Bélanger, Michel Bouffard et John Marchand. |

|  | Indépendant                | 196?-1995     | Rosaire Pinette, |
|  | Indépendant                | 1995-1998     | Bruce D. Saucier |
|  | Indépendant                | 1998-2008     | Georges Michaud  |
|  | Indépendant                | 2008-2009     | Gilles Charette  |
|  | Gouv. du Nouveau-Brunswick | 2009-2009     | Tutelle          |
|  | Indépendant                | 2009-2013     | Francine Caron   |
|  | Gouv. du Nouveau-Brunswick | 2013-2013     | Tutelle          |
|  | Indépendant                | 2013-en cours | Francine Caron   |

### Commission de services régionaux
Baker-Brook fait partie de la Région 1, une commissions de services régionaux (CSR) devant commencer officiellement ses activités le 1er janvier 2013. Baker-Brook est représenté au conseil par son maire. Les services obligatoirement offerts par les CSR sont l'aménagement régional, la gestion des déchets solides, la planification des mesures d'urgence ainsi que la collaboration en matière de services de police, la planification et le partage des coûts des infrastructures régionales de sport, de loisirs et de culture; d'autres services pourraient s'ajouter à cette liste.

### Représentation et tendances politiques
Baker-Brook est membre de l'Association francophone des municipalités du Nouveau-Brunswick.
 Nouveau-Brunswick : Baker-Brook fait partie de la circonscription provinciale de Madawaska-les-Lacs, qui est représentée à l'Assemblée législative du Nouveau-Brunswick par Yvon Bonenfant, du Parti progressiste-conservateur. Il fut élu en 2010.
 Canada : Baker-Brook fait partie de la circonscription fédérale de Madawaska—Restigouche, qui est représentée à la Chambre des communes du Canada par Jean-Claude D'Amours, du Parti libéral. Il fut élu lors de la 38e élection générale, en 2004, puis réélu en 2006 et en 2008.

## Économie
Entreprise Madawaska, membre du Réseau Entreprise, a la responsabilité du développement économique.
J.D. Irving opère une scierie à Baker-Brook, traitant le cèdre. Il y a une succursale de la Caisse populaire Trois-Rives, basée à Edmundston et membre d'UNI Coopération financière.

## Vivre à Baker-Brook
Baker-Brook possède une caserne de pompiers ainsi que plusieurs commerces, un bureau de poste et une église. Il y a aussi un foyer de soins agréé, le foyer Sainte-Elizabeth. Le détachement de la Gendarmerie royale du Canada le plus proche est à Clair. Le poste d'Ambulance Nouveau-Brunswick le plus proche est plutôt à Edmundston. L'hôpital régional d'Edmundston dessert la région.
Les francophones bénéficient du quotidien L'Acadie nouvelle, publié à Caraquet, ainsi que de l'hebdomadaire L'Étoile, de Dieppe. Ils ont aussi accès aux hebdomadaires Le Madawaska et La République, d'Edmundston. Les anglophones bénéficient des quotidiens Telegraph-Journal, publié à Saint-Jean, et The Daily Gleaner, publié à Fredericton.

### Religion

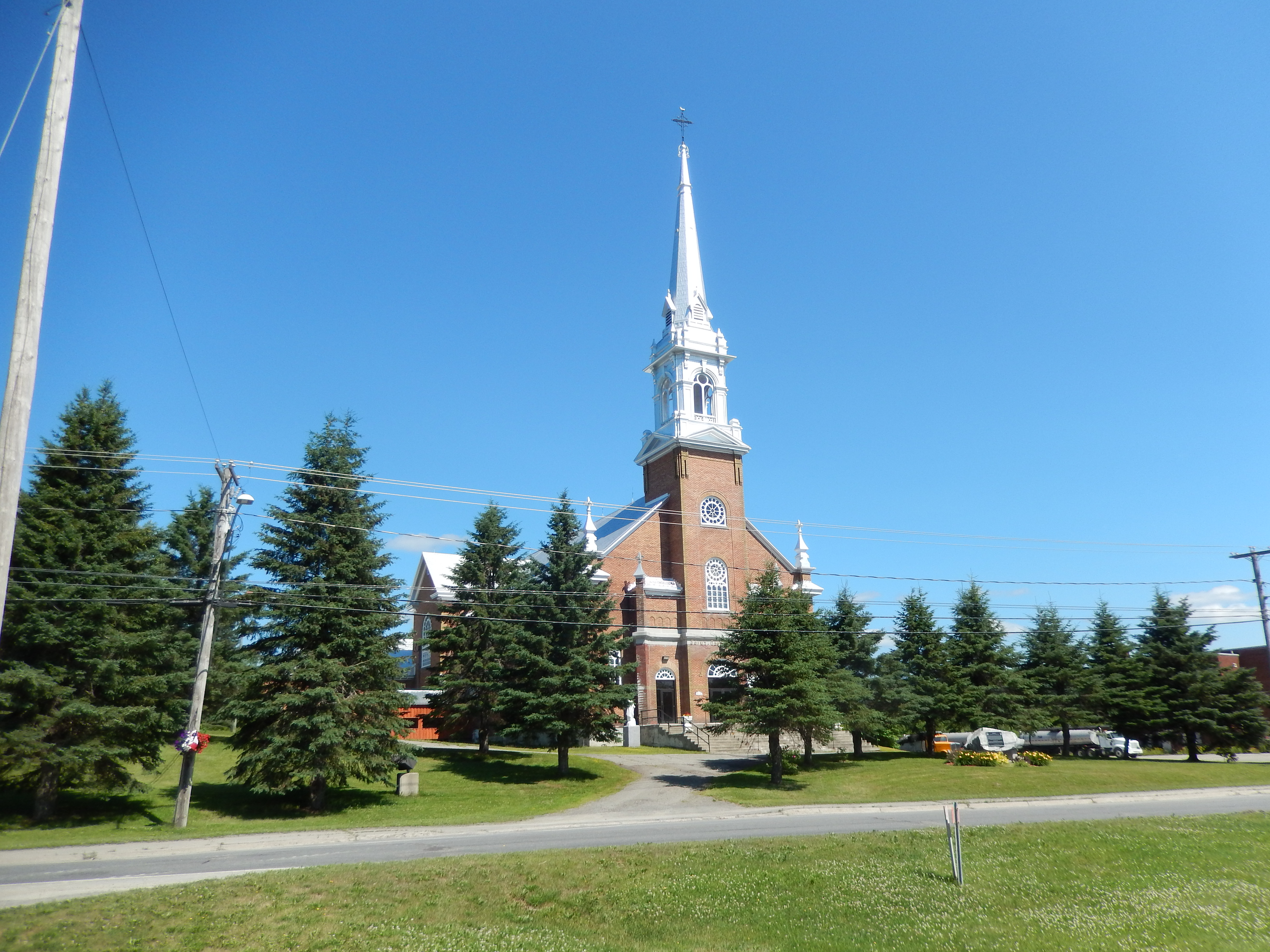
L'église Saint-Cœur-de-Marie.

L'église catholique romaine Saint-Cœur-de-Marie est le siège de la paroisse du même nom. Elle fait partie de l'unité pastorale l'Emmanuel, elle-même comprise dans le diocèse d'Edmundston.
La construction de la première église est autorisée en 1916. Baker-Brook devient une mission de la paroisse de Saint-Hilaire en 1917. La paroisse Saint-Cœur-de-Marie est érigée en 1925. L'église actuelle est inaugurée en 1927. Les Franciscains ont la charge de la paroisse de 1940 à 1998. L'école est prise en charge par les sœurs de la Congrégation de Notre-Dame de Montréal en 1943; elles quittent en 1976. Les Sœurs grises prennent en charge la maison des pauvres, désormais le Foyer Saint-Elisabeth, entre 1944 et 1984. Val-Lambert et Val-Nadeau sont des missions de Baker-Brook de 1949 à 1975.
Missionnaires
Curés résidents
- Wilfrid Lagacé, 1925-1931
- Albert Poirier, 1931-1940

Curés titulaires
- Joachim Monfette, 1940-1942
- Stanislas Ferland, 1942-1945
- Pascal Provost, 1945-1948
- Florian Philibert, 1948-1951
- Ludolphe Ayotte, 1951-1954
- Hughes Beauregard, 1954-1960
- Onésime Lamontagne, 1960-1962
- Théophile Charland, 1962-1966
- Augustin Laneville, 1966-1975
- Joseph Moisan, 1975-1978

Curés résidents
- Jacques Thériault, 1998-2006
- Whalen Bossé, 2006-

## Culture

### Langues
Selon la Loi sur les langues officielles, Baker-Brook est officiellement francophone puisque moins de 20 % de la population parle l'anglais.

### Personnalités
- Jesse Wheelock Baker (1854, 19??), marchand, inspecteur forestier et homme politique, né à Baker-Brook.